# Anthophora concinna
Anthophora concinna är en biart som först beskrevs av Johann Christoph Friedrich Klug 1845. Den ingår i släktet pälsbin och familjen långtungebin. Inga underarter finns listade i Catalogue of Life.

## Beskrivning
Ett litet bi, med en kroppslängd mellan 6 och 8 mm för hanen, 8 och 8,5 mm för honan. Grundfärgen är svart, men båda könen har en gul ansiktsmask. Hanen har dessutom en tämligen gles, vitaktig till gul ansiktsbehåring. Mellankroppen har hos båda könen gulbrun till rödbrun päls. Hos hanen har tergiterna (segmenten på ovansidan av bakkroppen) svart behåring i framänden och breda, rödbruna hårband i bakre delen, vilket ger en randig effekt. Honan har en mera uniform, ockrafärgad päls på tergiterna, men en eller flera av de tre främre tergiterna kan ha en förhållandevis tunn, svart tvärlinje.

## Ekologi
Som alla i släktet är arten ett solitärt bi och en skicklig flygare som föredrar torrare klimat. Anthophora concinna flyger från mars till juni.

## Utbredning
Arten lever i Turkiet och Egypten; i det senare landet är den vanligt förekommande.